# Klavdija Alexandrovna Barchatova

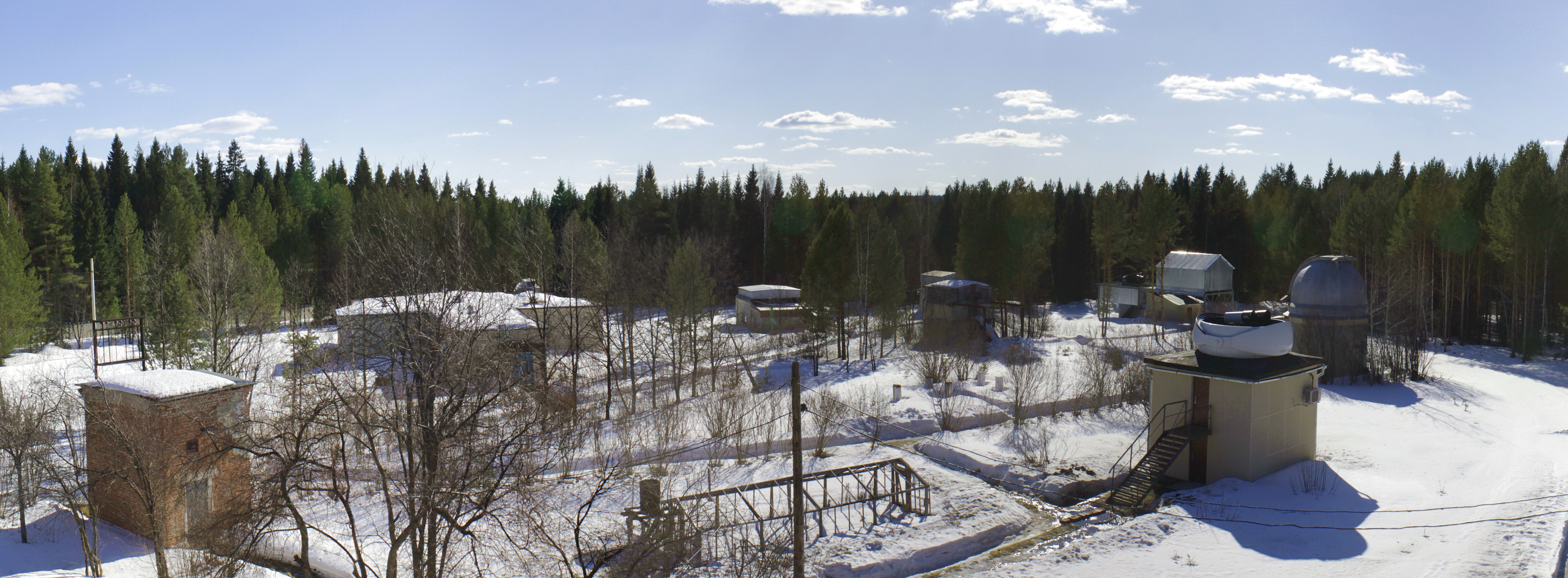
Astronomická observatoř Kourovka v Kourovce ve Sverdlovské oblasti

Klavdija Alexandrovna Barchatova (7. listopadu 1917 Nižnij Tagil – 19. ledna 1990 Sverdlovsk) byla sovětská astronomka. Stala se známou svojí prací ve hvězdné astronomii a vysoce uznávanou odbornicí v oboru, ve kterém publikovala 150 vědeckých prací. Na její počest byla pojmenována Astronomická observatoř Kourovka v Kourovce ve Sverdlovské oblasti.

## Životopis
Barchatova se narodila v listopadu 1917 v Nižním Tagilu ve Sverdlovské oblasti, jako dcera Alexandra Barchatova, významného bolševika. Podle jednoho zdroje byl Alexander přidělen do Nižní Saldy během kolektivizace zemědělství v Sovětském svazu, v tomto městě prožila Klavdija dětství. Po absolvování střední školy se Barchatova zapsala na Uralskou státní univerzitu, kterou ukončila v srpnu 1941.
Po absolvování vysoké školy nastoupila Barchatova jako asistentka na Uralské státní univerzitě a v roce 1948 se stala asistentkou profesora. Během studia na univerzitě pokračovala ve vzdělávání a úspěšně obhájila diplomovou práci v roce 1949. Dále pokračovala ve studiu doktorátem na Moskevské státní univerzitě. V roce 1951 byla jmenována vedoucí katedry vědy a matematiky na Uralské státní univerzitě a v této roli pokračovala až do roku 1953. Stala se také členkou Mezinárodní astronomické unie; podle adresáře IAU pracovala Barchatova jako organizátorka ve výboru, který se věnoval studiu hvězdokup a asociací.
Během svého působení na Uralské státní univerzitě se Barchatova stala známou odbornicí na hvězdnou astronomii. Na konci padesátých let se stala navrhovatelkou výstavby observatoří na Urale, kde začala jejich výstavba v roce 1957. Dále vedla výstavbu Astronomické observatoře Kourovka. Když byla stavba v roce 1965 dokončena, stala se Barchatova první ředitelkou observatoře (která byla později na její počest pojmenována Astronomická observatoř K. A. Barchatové Kourovka). Na počest Barchatové je také pojmenována planetka 5781 Barkhatova. Akademická rada Fakulty fyziky Uralské státní univerzity uděluje na její počest stipendia pojmenovaná po ní.
Barchatova zemřela v roce 1990 a je pohřbena na hřbitově Širokorečenskoje v Jekatěrinburgu.
Publikovala před 150 vědeckých prací a je autorkou Atlasu barevných diagramů otevřených hvězdokup (sv. 1–4).